# Çakmakkaya, Alacakaya
Çakmakkaya là một xã thuộc huyện Alacakaya, tỉnh Elâzığ, Thổ Nhĩ Kỳ. Dân số thời điểm năm 2011 là 962 người.